# Begonia kunthiana
Begonia kunthiana là một loài thực vật có hoa trong họ Thu hải đường. Loài này được Walp. mô tả khoa học đầu tiên năm 1852.